# Auguste Strobl

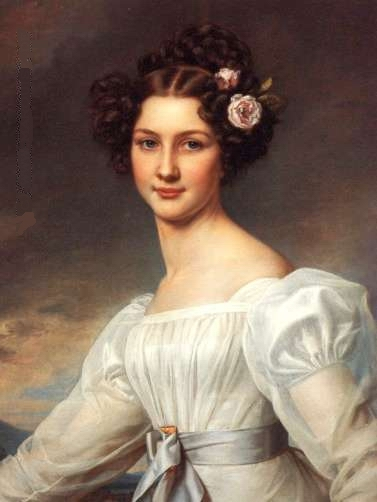
Il primo ritratto di Auguste, opera di Joseph Karl Stieler

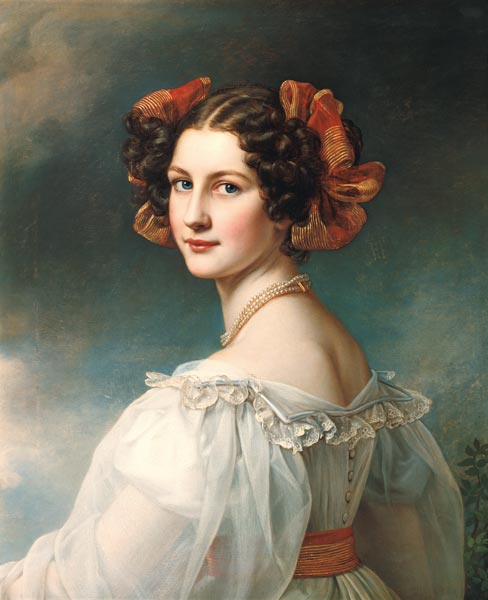
Il secondo ritratto di Auguste, opera di Joseph Karl Stieler

Auguste Strobl (24 giugno 1807 – Passavia, 22 gennaio 1871) è stata una donna tedesca, icona di bellezza del XIX secolo. Il suo ritratto fa parte della cosiddetta Galleria delle Bellezze, una raccolta di dipinti delle donne più belle della Baviera, messa insieme da Ludovico I.

## Biografia
Ci sono poche informazioni sulla vita di Auguste. Figlia di un contabile di corte, non è noto come ella avesse attirato l'attenzione del re di Baviera, tuttavia Ludovico I scrisse per lei diversi poemi e la fece ritrarre dal pittore di corte Joseph Karl Stieler per la sua galleria. La prospettiva del primo ritratto di Stieler però, enfatizzava il collo di Auguste, così il pittore decise di correggerlo ma Ludovico volle che la bellezza della Strobl fosse documentata al naturale, quindi proibì a Stieler di modificare il primo ritratto.
Il pittore dovette dunque ripartire da zero ritraendo Auguste da una posizione diversa e nascondendo il collo con una collana. Ludovico pensò di aggiungere entrambi i quadri alla sua collezione ma alla fine scelse solo il secondo, il primo fu probabilmente ceduto all'autore fino a che non riapparve sul mercato d'arte nel 1976 e comprato dal Munich's Residenzmuseum. Una miniatura del secondo ritratto fa parte di una collezione privata.
Nel 1831, con l'approvazione di Ludovico I, Auguste sposò Hilber von Ergoldsbach, da cui ebbe 5 figli. Nel 1835 Ludovico I le fece di nuovo visita in modo da poterle dedicare un ultimo poema e probabilmente per offrirle come regalo il primo ritratto di Stieler.